# Josep Rius-Camps
Josep Rius-Camps (nascut el 15 de juny 1933 a Esparreguera, Catalunya) és un sacerdot, biblista i patròleg. Actualment és professor emèrit de la Facultat de Teologia de Catalunya.
Fou ordenat sacerdot el 21 de setembre de 1957. Doctor en ciències eclesiàstiques orientals pel Pontifici Institut Oriental de Roma (1968), on va impartir docència –ho va fer també a la Universitat de Münster i a l'Agustinianum de Roma–, és autor de nombrosos estudis en català, castellà i anglès sobre patrística (Orígenes, les Pseudoclementines i Ignasi d'Antioquia) i sobre el Nou Testament (Marc i Lluc-Fets). Va ser director de la Revista Catalana de Teologia des de la seva fundació l'any 1976 i fins al 2008. Ha tingut cura, amb Jenny Read-Heimerdinger, de l'edició bilingüe (grec-català), per primera vegada en una sola obra, dels dos volums dels escrits de Lluc: Demostració a Teòfil. Evangeli i Fets dels Apòstols segons el Còdex Beza (Fragmenta Editorial, 2009), Premi Ciutat de Barcelona de traducció al català de l'any 2009. El 2012 es va traduir a l'anglès. A la novel·la Diari de Teòfil (Fragmenta Editorial, 2011) va donar forma narrativa a les seves investigacions sobre l'obra de Lluc. Darrerament s'han publicat les Converses amb Josep Rius-Camps, d'Ignasi Moreta. Actualment viu a l'ermita de Sant Pere de Reixac.

## Obres
- The Message of Acts in Codex Bezae Londres: T & T Clark International, 2004, ISBN 9780567114143
- The Message of Acts in Codex Bezae (vol 2) Londres: T & T Clark International, 2006, ISBN 9780567040121
- The Message of Acts in Codex Bezae (vol 3) Londres: T & T Clark International, 2007, ISBN 9780567032485
- The Message of Acts in Codex Bezae (vol 4) Londres: T & T Clark International, 2009, ISBN 9780567048998
- Diari de Teòfil, Barcelona: Fragmenta Editorial, 2011. ISBN 978-84-92416-49-3
- Camino de Pablo a la misión de los paganos: Hch 13-28, El, Ediciones Cristiandad, ISBN 978-84-7057-346-0
- Amb Jenny Read-Heimerdinger (eds.) Demostració a Teòfil. Evangeli i Fets dels Apòstols segons el Còdex Beza, Barcelona: Fragmenta Editorial, 2012. ISBN 978-84-92416-17-2 (en castellà ISBN 978-84-92416-52-3; en anglès ISBN 9780567438881)